# Kanazoé Orkestra
Kanazoé Orkestra est un groupe musical franco-burkinabé, originaire de Toulouse, en Haute-Garonne.

## Histoire
Kanazoé Orkestra est formé en 2013 par Seydou Diabaté, par la suite considéré comme l'un des plus grands joueurs de balafon en 2021. « Kanazoé » est l'ancien surnom de Diabaté qui lui était attribué au Burkina Faso.

## Style musical et thèmes
Le style musical du groupe est inspiré de ce que Diabaté a entendu au Burkina Faso, son pays natal. Il est qualifié de mandingue mais aussi avec des sonorités jazz .
Dans ses chansons, le groupe aborde des thèmes engagés comme la condition des femmes, le réchauffement climatique, l'union et l'indépendance des peuples, l'exil.

## Membres

### Membres actuels
- Seydou Diabaté – balafon[3]
- Mamadou Dembele – balafon[4]
- Losso Keita – chant[3] qui chante en dioula (équivalent au Burkina Faso du bambara[2])
- Martin Étienne – clavier, saxophone[4]
- Elvin Bironien – basse[4]
- Laurent Planells – batterie[4]

### Anciens membres
- Zaky Diarra – chant[3] (Miriya)
- Gaëlle Blanchard – chant[2] (Folikadi)
- Stéphane Perruchet – percussion[3],[2],[5] (Miriya, Tolonso, Folikadi)
- Thomas Koenig – saxophone, flûte[2] (Folikadi)

## Discographie

### Albums studio
- 2016 : Miriya[3]
- 2019 : Tolonso[2]
- 2022 : Folikadi[1]